# Characella stellettodes
Characella stellettodes är en svampdjursart som först beskrevs av Carter 1885.  Characella stellettodes ingår i släktet Characella och familjen Pachastrellidae. Inga underarter finns listade i Catalogue of Life.